# کارل اشپیس
کارل اشپیس (آلمانی: Karl Spiehs؛ زادهٔ ۲۰ فوریهٔ ۱۹۳۱ – ۲۷ ژانویهٔ ۲۰۲۲) تهیه‌کننده فیلم اهل اتریش بود.
از فیلم‌هایی که وی در آن‌ها نقش داشت، می‌توان به لیبیدو، فیوریله، جو موزفروش، ماه خونین، جنون آزارگری و شکارچی اهریمن اشاره نمود.